# Anita Mui
Anita Mui Yim-Fong (Hong Kong, 10 de octubre de 1963-Hong Kong, 30 de diciembre de 2003) fue una popular cantante y actriz china. Era también la hermana menor de la cantante china Ann Mui. Durante sus años principales ella hizo contribuciones a la escena musical del cantopop, recibiendo numerosos premios y honores. Se convirtió en un ídolo y fue considerada como una diva del cantopop.
Tras un concierto de éxito taquillero que realizó en Hammersmith (Londres), recibió el apelativo de la Madonna de Asia.
Ese título se quedó con ella para el resto de su carrera, y ha sido usado por medios de comunicación de todo el mundo.
Anita Mui fue una cantante y actriz de Hong Kong que hizo importantes contribuciones a la escena musical de cantopop y recibió numerosos premios y distinciones. Siguió siendo un ídolo a lo largo de su carrera y es considerada una diva del cantopop. Fue apodada como la Hija de Hong Kong y es considerada una de las cantantes de cantopop más icónicas. Anita Mui una vez realizó un concierto con entradas agotadas en Hammersmith, Londres, Inglaterra, donde fue apodada la Madonna of the East (東方 麥 當娜), lo que la llevó a una mayor fama internacional. Ese título se quedó con ella a lo largo de su carrera, tanto en los medios orientales como occidentales.
Murió de un cáncer de cuello uterino a la edad de cuarenta años. Su hermana mayor, Ann Mui, también murió a los cuarenta y por la misma enfermedad años antes.

## Premios
- New Talent Singing Awards ganadora 1982
- Top 10 Jade Solid Gold Best Female Singer Award 1985-1989.
- Hong Kong Film Awards for Best Supporting Actress 1985 for Behind the Yellow Line.
- Golden Horse Awards for Best Actress 1988 for Rouge.
- Asia-Pacific Film Festival Awards for Best Actress 1989 for Rouge.
- Hong Kong Film Awards for Best Actress 1989 for Rouge.
- Hong Kong Film Awards for Best Supporting Actress 1998 for Eighteen Springs.
- Golden Bauhinia Awards for Best Supporting Actress 1998 for Eighteen Springs.
- RTHK Golden Needle Award 1998.
- Golden Deer Awards for Best Actress 2002 for July Rhapsody.

## Discografía (álbumes de estudio)
| Año  | Título                                     | Nombre original                | Idiomas           | Discográfica                      |
| ---- | ------------------------------------------ | ------------------------------ | ----------------- | --------------------------------- |
| 1982 | Debts of Love                              | 心債                           | Cantonés          | Capital Artists                   |
| 1983 | -                                          | 強吻之前                       | Japonés           |                                   |
| 1983 | Crimson Anita Mui                          | 赤色梅艷芳                     | Cantonés          | Capital Artists Ltd.              |
| 1983 | -                                          | 日い花嫁                       | Japonés           |                                   |
| 1984 | Mystery of Love                            | 飛躍舞台                       | Cantonés          | Capital Artists Ltd.              |
| 1985 | The Dream-like Years                       | 似水流年                       | Cantonés          | Capital Artists Ltd.              |
| 1986 | Bad Girl                                   | 壞女孩                         | Cantonés          | Capital Artists Ltd.              |
| 1986 | Manjusaka                                  | 蔓珠莎華                       | Mandarín          | Rock Records                      |
| 1986 | Evil Girl                                  | 妖女                           | Cantonés          | Capital Artists Ltd.              |
| 1987 | Fired Tango                                | 似火探戈                       | Cantonés          | Capital Artists Ltd.              |
| 1987 | Hot Lips                                   | 烈焰紅唇                       | Cantonés          | Capital Artists Ltd.              |
| 1988 | Drunken Dreams                             | 夢裡共醉                       | Cantonés          | Capital Artists Ltd.              |
| 1988 | Anita Mui in Concert 87-88                 | 百變梅艷芳再展光華87-88演唱會  | Cantonés          | Capital Artists Ltd.              |
| 1988 | Ever-changing Anita Mui - Flaming Red Lips | 百變梅艷芳烈焰紅唇             | Mandarín          | Rock Records                      |
| 1988 | -                                          | 醉人情懷                       | Cantonés          | Capital Artists Ltd.              |
| 1988 | We'll be Together                          | -                              | Cantonés          | Capital Artists Ltd.              |
| 1989 | Lady                                       | 淑女                           | Cantonés          | Capital Artists Ltd.              |
| 1989 | In Brazil                                  | -                              | Cantonés          | Capital Artists Ltd.              |
| 1989 | -                                          | 愛我便說愛我吧                 | Cantonés          | Capital Artists Ltd.              |
| 1990 | Cover Girl                                 | 封面女郎                       | Cantonés          | Capital Artists Ltd.              |
| 1990 | Anita in Concert '90                       | 百變梅艷芳夏日耀光華演唱會1990 | Cantonés          | Capital Artists Ltd.              |
| 1991 | -                                          | 親密愛人                       | Mandarín          | Rock Records                      |
| 1991 | Wild Streets                               | 慾望野獸街                     | Cantonés          | Capital Artists Ltd.              |
| 1992 | The Legend of the Pop Queen Part I         | -                              | Cantonés          | Capital Artists Ltd.              |
| 1992 | The Legend of the Pop Queen Part II        | -                              | Cantonés          | Capital Artists Ltd.              |
| 1993 | -                                          | 情幻一生                       | Cantonés          | Capital Artists Ltd.              |
| 1993 | Change                                     | 變                             | Cantonés          | Capital Artists Ltd.              |
| 1993 | -                                          | 皇者之風                       | Cantonés          | Capital Artists Ltd.              |
| 1993 | -                                          | 戲劇人生                       | Cantonés          | Capital Artists Ltd.              |
| 1994 | It's Like This                             | 是這樣的                       | Cantonés          | Capital Artists Ltd.              |
| 1994 | Caution                                    | 小心                           | Mandarín          | Capital Artists Ltd.              |
| 1995 | Song Girl                                  | 歌之女                         | Cantonés          | Capital Artists Ltd.              |
| 1995 | Anita Mui Live in Concert 1995             | 一個美麗的回響演唱會           | Cantonés/mandarín | Capital Artists Ltd.              |
| 1997 | The Reflection of Moonlight                | 鏡花水月                       | Cantonés          | Capital Artists Ltd.              |
| 1997 | Love Songs                                 | 情歌                           | Cantonés          | Capital Artists Ltd.              |
| 1997 | Anita Mui 1997 Live in Taipei              | 芳蹤乍現台北演唱會實錄         | Mandarín          | Music Impact Ltd. (Taiwán)        |
| 1997 | -                                          | 女人花                         | Mandarín          | Music Impact Ltd. (Taiwán)        |
| 1998 | -                                          | 變奏                           | Cantonés          | Capital Artists Ltd.              |
| 1998 | Love Songs II                              | 情歌 II                        | Cantonés          | Capital Artists Ltd.              |
| 1998 | Moonlight on My Bed                        | 床前明月光                     | Mandarín          | Anita Music Collection Ltd.       |
| 1999 | Larger Than Life                           | -                              | Cantonés          | Capital Artists Ltd.              |
| 1999 | Nothing to Say                             | 沒話說                         | Mandarín          | Anita Music Collection Ltd.       |
| 2000 | I'm So Happy                               | -                              | Cantonés/mandarín | Capital Artists Ltd.              |
| 2001 | -                                          | 眾裡尋芳45首                   | Cantonés/mandarín | Capital Artists Ltd.              |
| 2002 | With                                       | -                              | Cantonés          | Go East Entertainment Co. Ltd.    |
| 2002 | Anita Mui Fantasy Gig 2002                 | 梅艷芳極夢幻演唱會2002         | Cantonés/mandarín | Music Nation Records Company Ltd. |

### Conciertos giras/especiales

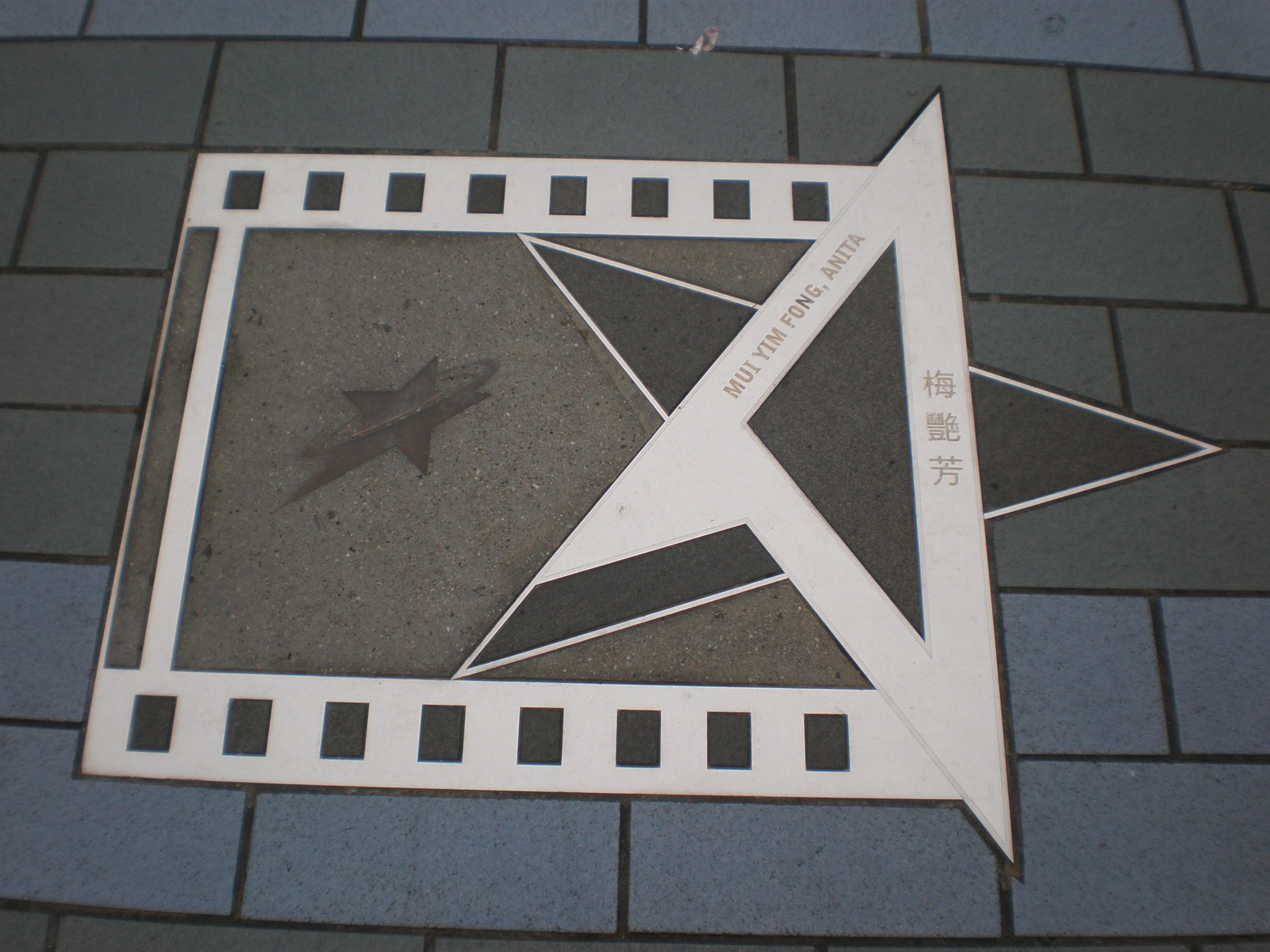
Estrella de Anita Mui en la Avenida de las Estrellas de Hong Kong.

| Año       | Nombre original                                   | Nombre en inglés                                             | Formatos en los que se realizó |
| --------- | ------------------------------------------------- | ------------------------------------------------------------ | ------------------------------ |
| 1985-1986 | 梅艷芳盡顯光華演唱會                              | Anita Mui in Concert '85                                     | television broadcast           |
| 1987-1988 | 百變梅艷芳再展光華演唱會                          | Anita Mui in Concert 87-88                                   | LD/CD/VHS                      |
| 1990      | 百變梅艷芳夏日耀光華演唱會                        | Anita Mui in Concert '90                                     | LD/CD                          |
| 1991-1992 | 百變梅艷芳告別舞台演唱會                          | Anita Mui Final Concert                                      | VHS (limited edition)/DVD/VCD  |
| 1994      | 情歸何處II梅艷芳感激歌迷演唱會                    | Anita Mui Appreciating the Fans Concert                      | TV broadcast only              |
| 1995      | 梅艷芳一個美麗的回嚮演唱會                        | Anita Mui in Concert '95                                     | LD/CD/VCD                      |
| 1999      | 百變梅艷芳演唱會1999 / 百變梅艷芳演唱會1999延續篇 | Anita Mui in Concert 1999 / Anita Mui in Concert 1999 Part 2 | Not released                   |
| 2001      | 梅艷芳 Mui Music Show                             | Anita Mui Mui Music Show                                     | Radio / TV broadcast only      |
| 2002      | 梅艷芳極夢幻演唱會                                | Anita Mui Fantasy Gig 2002                                   | CD/DVD/VCD                     |
| 2003      | 梅艷芳經典金曲演唱會                              | Anita Classic Moment Live                                    | CD/DVD/VCD                     |

## Filmografía
| Año  | #  | Título                                      | Nombre en chino     | Rol/papel                              | Actor protagonista  | Director                |
| ---- | -- | ------------------------------------------- | ------------------- | -------------------------------------- | ------------------- | ----------------------- |
| 1983 | 1  | The Sensational Pair                        | 叔侄．縮窒          | -                                      | -                   | -                       |
| 1983 | 2  | Mad Mad 83                                  | 瘋狂83              | -                                      | -                   | Yuen Chor               |
| 1983 | 3  | Let's Make Laugh                            | 表錯七日情          | Fong                                   | -                   | Alfred Cheung           |
| 1984 | 4  | Behind the Yellow Line                      | 緣份                | Anita                                  | Leslie Cheung       | Taylor Wong             |
| 1985 | 5  | The Musical Singer                          | 歌舞昇平            | Jannie Fong                            | Russell Wong        | Dennis Yu               |
| 1985 | 6  | Lucky Diamond                               | 祝您好運            | -                                      | -                   | Yuen Cheung-Yan         |
| 1985 | 7  | Young Cops                                  | 青春差館            | -                                      | Tony Leung Chiu-Wai | -                       |
| 1986 | 8  | Why, Why, Tell Me Why?                      | 壞女孩              | -                                      | Anthony Chan        | -                       |
| 1986 | 9  | Happy Din Don                               | 歡樂叮噹            | Singer in Club                         | -                   | -                       |
| 1986 | 10 | Last Song in Paris                          | 偶然                | Anita Chou                             | Leslie Cheung       | Yuen Chor               |
| 1986 | 11 | 100 Ways To Murder Your Wife                | 殺妻二人組          | Fang                                   | Kenny Bee           | Kenny Bee               |
| 1986 | 11 | 100 Ways To Murder Your Wife                | 殺妻二人組          | Fang                                   | Chow Yun-fat        | Kenny Bee               |
| 1986 | 12 | Mr. Boo VII: Chocolate Inspector            | 神探朱古力          | Chiao-Chiao                            | Michael Hui         | Philip Chan             |
| 1987 | 13 | Scared Stiff                                | 小生夢驚魂          | Miss Mui                               | Miu Kiu Wai         | Chia Yung Liu           |
| 1987 | 14 | Happy Bigamist                              | 一屋兩妻            | Park                                   | Anthony Chan        | Anthony Chan            |
| 1987 | 14 | Happy Bigamist                              | 一屋兩妻            | Park                                   | Kenny Bee           | Anthony Chan            |
| 1987 | 15 | Troubling Couples                           | 開心勿語            | Mui Tai-Heung                          | Eric Tsang          | Eric Tsang              |
| 1988 | 16 | Rouge                                       | 胭脂扣              | Fleur                                  | Leslie Cheung       | Stanley Kwan            |
| 1988 | 17 | One Husband too Many                        | 一妻兩夫            | Park                                   | Anthony Chan        | Anthony Chan            |
| 1988 | 17 | One Husband too Many                        | 一妻兩夫            | Park                                   | Kenny Bee           | Anthony Chan            |
| 1988 | 18 | The Greatest Lover                          | 公子多情            | Anita                                  | Chow Yun-fat        | Clarence Fok Yiu-leung  |
| 1988 | 19 | Three Wishes                                | 黑心鬼              | Mui Tsai-Fa, Mui Lan-Fa                | Anthony Chan        | Billy Chan              |
| 1989 | 20 | Mr. Canton and Lady Rose                    | 奇蹟                | Luming Yang                            | Jackie Chan         | Jackie Chan             |
| 1989 | 21 | A Better Tomorrow 3: Love & Death in Saigon | 英雄本色3:夕陽之歌  | Chow Ying Kit                          | Chow Yun-fat        | Tsui Hark               |
| 1989 | 21 | A Better Tomorrow 3: Love & Death in Saigon | 英雄本色3:夕陽之歌  | Chow Ying Kit                          | Tony Leung Ka Fai   | Tsui Hark               |
| 1990 | 22 | The Fortune Code                            | 富貴兵團            | Jone                                   | Sammo Hung          | Kent Cheng              |
| 1990 | 22 | The Fortune Code                            | 富貴兵團            | Jone                                   | Andy Lau            | Kent Cheng              |
| 1990 | 23 | Kawashima Yoshiko                           | 川島芳子            | Kawashima Yoshiko                      | Andy Lau            | Eddie Ling-Ching Fong   |
| 1990 | 24 | Shanghai Shanghai                           | 亂世兒女            | Mary Sung Chia Pi                      | Biao Yuen           | Teddy Robin Kwan        |
| 1990 | 24 | Shanghai Shanghai                           | 亂世兒女            | Mary Sung Chia Pi                      | Sammo Hung          | Teddy Robin Kwan        |
| 1990 | 24 | Shanghai Shanghai                           | 亂世兒女            | Mary Sung Chia Pi                      | George Lam          | Teddy Robin Kwan        |
| 1991 | 25 | The Top Bet                                 | 賭霸                | -                                      | Ng Man Tat          | Corey Yuen              |
| 1991 | 25 | The Top Bet                                 | 賭霸                | -                                      | Ng Man Tat          | Jeffrey Lau             |
| 1991 | 26 | Au Revoir, Mon Amour                        | 何日君再來          | Mui Yee                                | Tony Leung Ka Fai   | Tony Au                 |
| 1991 | 26 | Au Revoir, Mon Amour                        | 何日君再來          | Mui Yee                                | Tony Leung Ka Fai   | Kenneth Tsang           |
| 1991 | 27 | The Banquet                                 | 豪門夜宴            | Herself                                | Eric Tsang          | Alfred Cheung           |
| 1991 | 27 | The Banquet                                 | 豪門夜宴            | Herself                                | Eric Tsang          | Joe Cheung              |
| 1991 | 27 | The Banquet                                 | 豪門夜宴            | Herself                                | Eric Tsang          | Clifton Ko              |
| 1991 | 27 | The Banquet                                 | 豪門夜宴            | Herself                                | Eric Tsang          | Tsui Hark               |
| 1991 | 28 | Saviour of the Soul                         | 91神鵰俠侶          | Yiu May-kwan                           | Andy Lau            | David Lai               |
| 1991 | 28 | Saviour of the Soul                         | 91神鵰俠侶          | Yiu May-kwan                           | Andy Lau            | Corey Yuen              |
| 1992 | 29 | Justice, My Foot                            | 審死官              | Madam Sung                             | Stephen Chow        | Johnnie To              |
| 1992 | 30 | Moon Warriors                               | 戰神傳說            | Yuet                                   | Andy Lau            | Sammo Hung              |
| 1993 | 31 | Fight Back to School III                    | 逃學威龍3之龍過雞年 | Judy Tong Wong                         | Stephen Chow        | Wong Jing               |
| 1993 | 32 | The Heroic Trio                             | 東方三俠            | Tung/Wonder Woman/Shadow Fox           | -                   | Johnnie To              |
| 1993 | 33 | Mad Monk                                    | 濟公                | Goddess of Mercy                       | Stephen Chow        | Johnnie To              |
| 1993 | 34 | The Magic Crane                             | 新仙鶴神針          | Pak Wan-Fai                            | Tony Leung Chiu-Wai | Benny Chan              |
| 1993 | 35 | Executioners                                | 現代豪俠傳          | Tung/Wonder Woman/Dorothy              | -                   | Ching Siu-Tung          |
| 1993 | 35 | Executioners                                | 現代豪俠傳          | Tung/Wonder Woman/Dorothy              | -                   | Johnnie To              |
| 1994 | 36 | Drunken Master II                           | 醉拳2               | Wong Fei-Hung's Step-Mother            | Jackie Chan         | Lau Kar-Leung           |
| 1995 | 37 | Rumble in the Bronx                         | 紅番區              | Elaine                                 | Jackie Chan         | Stanley Tong            |
| 1995 | 38 | My Father is a Hero                         | 給爸爸的信          | Inspector Fong                         | Jet Li              | Corey Yuen              |
| 1996 | 39 | Twinkle Twinkle Lucky Stars 1996            | 運財智叻星          | Herself                                | -                   | Wong Jing               |
| 1996 | 40 | Who's the Woman, Who's the Man              | 金枝玉葉2           | Fan Fan                                | Leslie Cheung       | Peter Chan              |
| 1997 | 41 | Eighteen Springs                            | 半生緣              | Gu Manlu                               | -                   | Ann Hui                 |
| 2001 | 42 | Wu Yen                                      | 鍾無艷              | Emperor Qi                             | -                   | Wai Ka-Fai              |
| 2001 | 42 | Wu Yen                                      | 鍾無艷              | Great Great Great Great Great Ancestor | -                   | Johnnie To              |
| 2001 | 43 | Midnight Fly                                | 慌心假期            | Michelle                               | -                   | Cheung Chi-Leung Cheung |
| 2001 | 44 | Let's Sing Along                            | 男歌女唱            | Chu Wai Tak                            | Dayo Wong           | Matt Chow               |
| 2001 | 45 | Dance of a Dream                            | 愛君如夢            | Tina Cheung                            | Andy Lau            | Andrew Lau              |
| 2002 | 46 | July Rhapsody                               | 男人四十            | Lam Man-Ching                          | Jacky Cheung        | Ann Hui                 |
| 2002 | 48 | The Business of Strangers                   | -                   | Dottie                                 | -                   | Patrick Stettner        |